# Yu-Gi-Oh! Power of Chaos
Yu-Gi-Oh! Power of Chaos es una serie de videojuegos basado en la serie de manga y anime Yu-Gi-Oh! desarrollado por Konami para Windows.

## Jugabilidad
El sistema de juego es bastante fiel a la serie de manga y animé, en el cual el jugador intentará derrotar en un duelo a Yugi Muto, Seto Kaiba o Joey Wheeler dependiendo del título, utilizando las diferentes cartas disponibles, al ganar se recibirá 1 o 3 cartas dependiendo el modo seleccionado previamente (Individual o torneo). Conforme ganes duelos, tu rango de duelista irá aumentando junto a la dificultad.

## Argumento
Los juegos carecen de historia alguna y consisten simplemente en jugar las veces que se deseen en contra de tres de los principales personajes del anime Yu-Gi-Oh!, los cuales son: Yūgi Mutō, Seto Kaiba y Joey Wheeler. El juego consta de dos modos de Duelo, los cuales son: Modo Individual, donde se jugará un Duelo para ganar una carta, y el Modo Torneo, donde se jugará al mejor de tres Duelos para obtener tres cartas.

## Videojuegos

### Yugi the Destiny
Es el primer juego de la serie en el que el jugador se enfrenta a Yami Yugi. El videojuego fue lanzado el 28 de noviembre de 2003 en Europa, y el 12 de enero de 2004 en Estados Unidos. Incluye un total de 155 cartas, las cuales pueden ser desbloqueadas conforme se vayan ganando partidas. El juego también contiene un tutorial interactivo, donde se podrá aprender a jugar Yu-Gi-Oh!.

### Kaiba the revenge
Es el segundo juego de la serie, en el que el jugador se enfrenta a Seto Kaiba. El videojuego fue lanzado el  26 de abril de 2004 en Europa, y el 7 de abril de 2004 en Estados Unidos. Incluye más de 300 que pueden ser desbloqueadas, aumentando desde la última entrega.

### Joey the Passion
Es el último juego de la serie y el mejor acogido por los fans. El videojuego fue lanzado 24 de septiembre de 2004 en Europa, y el 2 de julio de 2004 en Estados Unidos. Implementaba un sistema de niveles basado en estrellas asemejando la serie incrementando la dificultad que van del 1 al 9. Además de esto puedes realizar duelos por LAN.

## Recepción y crítica
Frente al gran impacto que ha tenido toda la saga de Yu-Gi-Oh!, este grupo de videojuego no han tenido gran acogida entre los jugadores de videojuegos. Se podría decir que este juego ha pasado desapercibido. Sin embargo, han servido de base para diversas modificaciones hechas por fanes que incluyen nuevas historias y cartas.